# ドッソ
ドッソ(Dosso)は、ニジェールのドッソ州の州都。
2011年の人口は約9.1万人。
首都ニアメから南東に約130km離れており、ニアメからザンデールやベナンへと向かう道路が交差する交通の要衝である。
ドッソはドッソ王国の首都であり、フランスによって植民地化される前はこのニジェール南西地域に住む全ジェルマ人を統べる都市であった。
ドッソに住んでいたドッソ王はジェルマコイと呼ばれていた。
ドッソ市内にあるジェルマコイの王宮や博物館は、2006年に世界遺産候補となった。